# S/2004 S 12
S/2004 S 12 és un satèl·lit irregular retrògrad de Saturn. El seu descobriment fou anunciat el 4 de maig de 2005 per l'equip de Scott S. Sheppard, David C. Jewitt, Jan Kleyna, i Brian G. Marsden a partir d'imatges preses entre el 12 de desembre de 2004 i el 9 de març del 2005.

## Característiques
S/2004 S 12 té un diàmetre d'uns 5 quilòmetres i orbita Saturn a una distància mitjana de 19,906 milions de km en 1048,541 dies, amb una inclinació de 164° a l'eclíptica (170° a l'equador de Saturn), amb una excentricitat de 0.396.

## Denominació
Com que la seva òrbita encara no ha estat determinada amb precisió, el satèl·lit conserva la seva designació provisional que indica que fou el dotzè satèl·lit descobert al voltant de Saturn l'any 2004.